# Congregación de N.P. Jesús Rescatado (Salamanca)
La Congregación de N. P. Jesús Divino Redentor Rescatado y Ntra. Sra. de las Angustias es una cofradía penitencial que desfila en la Semana Santa salmantina la tarde del Viernes Santo.

## Emblema
Cruz trinitaria orlada por cadenas y grilletes y rematada por la corona real.

## Historia

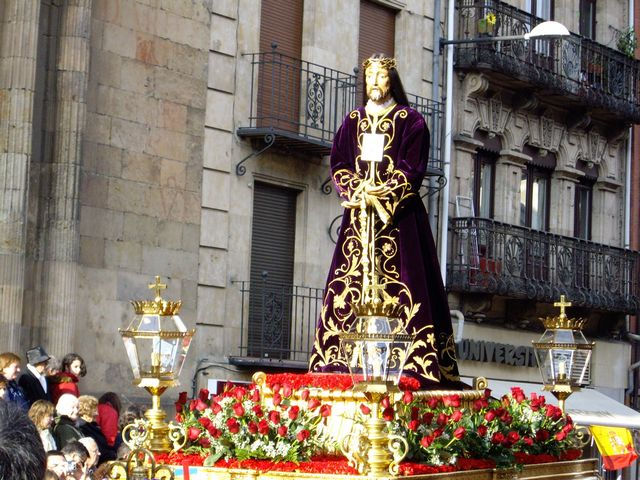
Paso de la Congregación de Jesús Rescatado

Probablemente tenga sus orígenes en la Confraternidad de la Santísima Trinidad, fundada en 1198.
En 1681 los musulmanes tomaron el Castillo de San Miguel de Ultramar, con sus habitantes e imágenes religiosas. Al año siguiente los trinitarios descalzos rescataron a doscientos cuarenta y un cristianos y según la tradición a diecisiete imágenes que llevadas a Madrid fueron festejadas y donadas a familias importantes. La orden se habría quedado con una imagen, siempre según la tradición, que sería la traída a su convento de Salamanca.
En 1682, con la llegada de la imagen a Salamanca, la confraternidad fundó la cofradía de Jesús Nazareno Rescatado. Es probable que la imagen salmantina no fuese rescatada de los musulmanes, sino creada a para fundar la cofradía a imitación de la de Jesús de Medinaceli de Madrid.
En el siglo XVIII la Orden Trinitaria perdió importancia debido a la pérdida de su función de rescatar cautivos, llegando a desaparecer en Salamanca. En 1796 se solicitó al rey Carlos IV y al Consejo de Castilla autorización para restaurar la confraternidad, produciéndose a raíz de ese momento la unión entre la confraternidad y la cofradía, denominándose “Congregación de la Santísima Trinidad bajo la advocación de Nuestro Padre Jesús Divino Redentor Rescatado". La refundación contó con Micaela de la Serna como vicehermana mayor, siendo la el dato más antiguo de una mujer formando parte, con plenas atribuciones, de una junta de gobierno en las cofradías salmantinas, y probablemente en toda España.

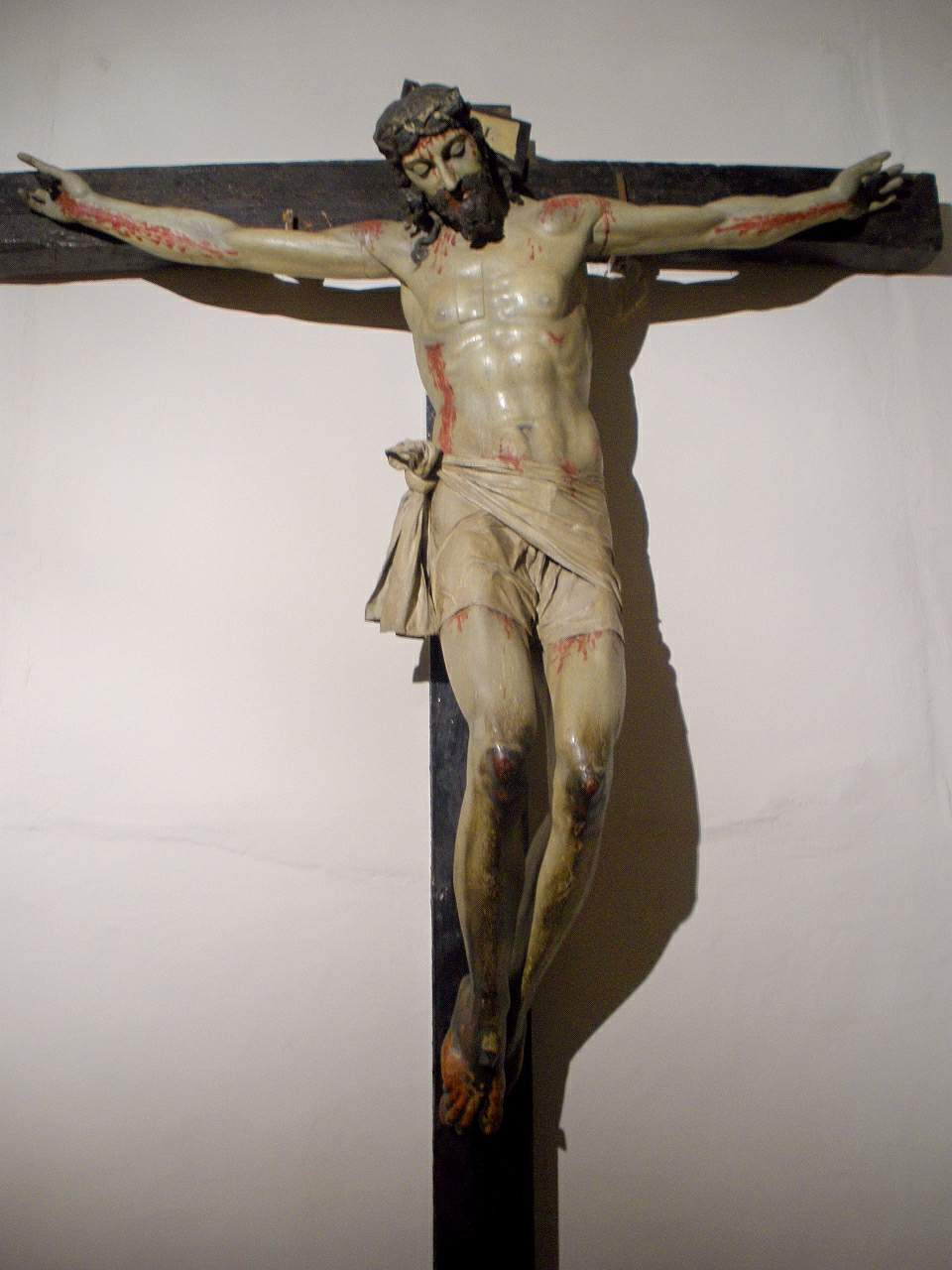
Cristo de la Salud, antes de su restauración.

El 30 de diciembre de 1838, cuando la Congregación aún no tenía carácter penitencial, aprobó solicitar al obispo la  efigie de Jesús crucificado, que bajo la advocación de la Salud, se veneraba en la iglesia del desamortizado convento del Calvario. La petición fue atendida y la imagen se trasladó a la iglesia de San Pablo el 20 de enero de 1839.
La Congregación de se unió a los desfiles penitenciales en 1860, autorizando el obispo su incorporación en el Santo Entierro, ocupando el lugar que correspondía según el orden de los misterios. El 13 de abril de 1867 la Congregación de Ritos de Roma aprobó la túnica morada que los congregantes siguen vistiendo en la actualidad. En 1868 la cofradía de la Vera Cruz, organizadora de la procesión, permitió a los congregantes asistir con la túnica aprobada un año antes.
En 1885 se creó la sección femenina de la hermandad bajo la advocación de “Congregación de Nuestra Señora de las Angustias”. La imagen, que se habría realizado en 1735 vinculada con el enterramiento de Mariana de Churriguera en San Pablo, aparece en el inventario de la congregación de 1839 como “Dolorosa al pie de la cruz con el Señor en sus brazos, de talla”.
A partir de 1978 se permitió a las mujeres integrantes de la Congregación femenina vestir el hábito de la hermandad, y en 1987 las dos Congregaciones (masculina y femenina) quedaron totalmente integradas.
Ante los problemas de organización del desfile conjunto del Santo Entierro en los primeros años del siglo XXI, acentuados por las incidencias meteorológicas, el pleno de la Junta de Cofradías decidió para 2013 disgregar la Procesión General y permitir que las cuatro cofradías integrantes del mismo organizaran desfiles independientes. De este modo, no se intercalaron los pasos de las distintas cofradías siguiendo el orden de la Pasión. Los cuatro desfiles independientes compartieron parte del tradicional recorrido común, desde la Plaza de las Agustinas hasta la Plaza Mayor, pasando por Compañía y la Rúa.
Disuelta la Procesión General del Santo Entierro la Junta de Semana Santa presentó su propuesta a las cuatro cofradías que integraban el desfile. Para la Congregación del Rescatado se propuso mantener la salida en la tarde del Viernes Santo, con un itinerario totalmente distinto al de la Vera Cruz. En sintonía con esta propuesta la junta general de la Congregación de Jesús Rescatado acordó el cambio de recorrido para su desfile incluyendo como novedad realizar estación de penitencia en la Catedral Nueva. En 2022 se acordó establecer un recorrido conjunto para las procesiones de la tarde del Viernes Santo, comenzando en las plazas de Juan XXIII y Anaya, pasando las cuatro cofradías junto a la Catedral y continuando por la Rúa Mayor. Se estableció que la Congregación del Rescatado sería la última en acceder al recorrido.
El 27 de enero de 2024 la Congregación, mediante acuerdo en Junta General Ordinaria, aprobó la incorporación del Stmo. Cristo de la Salud como titular de la hermandad, incluyendo su participación en la procesión del Viernes Santo, decisiones que fueron impugnadas ante el obispado por un grupo de hermanos. La Junta de Semana Santa designó a la imagen para presidir el vía crucis oficial de las cofradías ese mismo año.

## Cultos
El primer viernes de marzo la iglesia de San Pablo recibe a lo largo de todo el día a multitud de devotos venidos de toda la provincia para participar en el besapiés de la imagen de Jesús Rescatado, celebrándose eucaristías en su honor cada hora.

## Titulares
- N. P. Jesús Divino Redentor Rescatado. Imagen de vestir del siglo XVII representando al Ecce Homo característico de la Orden Trinitaria, vestido con túnica morada bordada en oro, cabellera postiza y corona de espinas en oro. Desfila sobre sencillas andas en madera dorada portadas a hombros de congregantes.[1]
- Stmo. Cristo de la Salud. Imagen anónima a finales del siglo XVI procedente del desamortizado Convento Franciscano del Calvario y cedida a la Congregación en 1839. Con la restauración realizada en 2022 la imagen recuperó su color original verdigris con el que se representaba un cuerpo fallecido.[3] El Cristo desfila en plano inclinado hasta que se le haga una nueva cruz que permita que pueda procesionar verticalmente.[11]

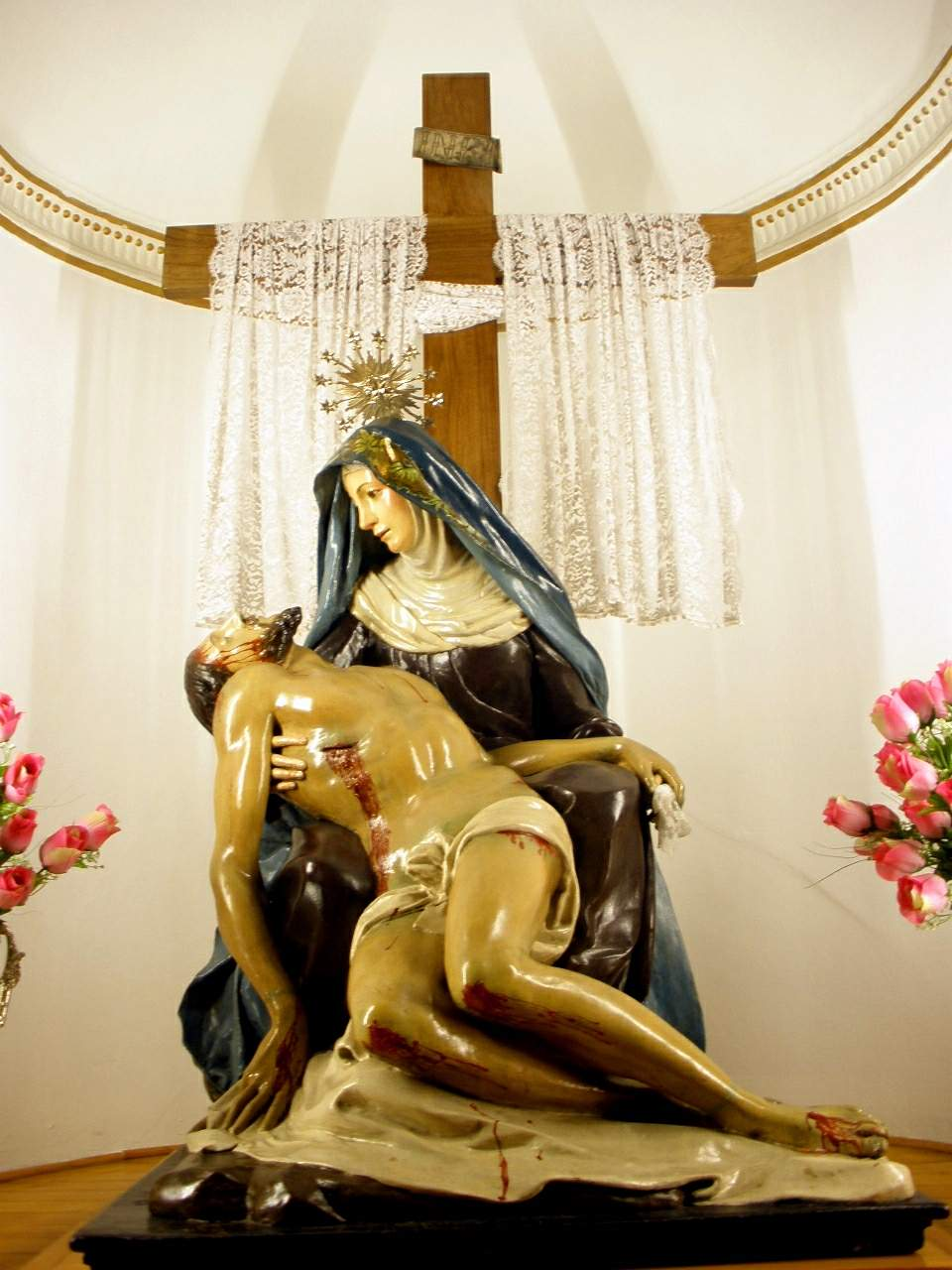
Talla de Ntra. Sra. de las Angustias

- Ntra. Sra. de las Angustias. Imagen fechada en el siglo XVIII que Virginia Albarrán Martín y Francisco Javier Casaseca atribuyen la talla a José de Larra Domínguez.[12] Representa el tema de la Piedad y sobre su origen se cree bien pudiese provenir de las antiguas de iglesias de San Polo o San Justo, de donde saldría en el siglo XIX debido a la ruina de los edificios, o bien haber pertenecido siempre a la iglesia sede San Pablo, en la que la mujer del escultor fue enterrada en 1729. El grupo presenta una agitada composición piramidal en la que la Virgen está sentada sobre una roca al pie de la cruz, con el torso girado hacia su derecha y la cabeza inclinada hacia el rostro de Cristo, al que sostiene entre las rodillas y parece se resbalar vencido por su peso. Con su mano derecha lo sostiene por la axila, y con la izquierda le sostiene la otra mano. La composición podría tomar como modelo la pintura de la Piedad del ático del retablo mayor del convento de las Agustinas Recoletas, obra de José de Ribera en 1634, donde la postura de Cristo es muy similar, salvo que las piernas giran en sentido contrario.[13] La imagen fue restaurada en 1999. Entre julio de 2022 y enero de 2023 se sometió a la talla a una nueva restauración mediante la que se le devolvió la policromía original. La restauradora Isabel Pantaleón evidenció que bajo la policromía de la túnica de la Virgen existían dos capas pictóricas una primera roja y otra malva, que era la original y la que se dejó al descubierto, permitiendo que se apreciasen mejor los volúmenes y pliegues. En cuanto al manto se recuperó el color azul original, manteniendo la cenefa dorada que lo adorna pese a no ser original. También se eliminó el repinte de las rocas sobre las que se asientan la cruz y la talla, donde muchos de los volúmenes estaban tapados por masillas.[14] En 2024 se sustituyó la cruz adosada a la imagen por una exenta para reducir los posibles daños a la talla.[11] El Viernes Santo desfila sobre sencillas andas similares a las de Jesús Rescatado a las que se adaptó la antigua peana del paso del Señor a las que se añadieron en 2019 los ángeles pasionistas que acompañaban al rescatado en su anterior carroza.[15]

## Marchas dedicadas
Jesús Divino Redentor, dedicada a Jesús Rescatado, Sergio Iván González Hernández, 2015.
Mater Dei, dedicada a Ntra. Sra. de las Angustias, Adrián Acedo Cortés, 2016.

## Hábito
Túnica y verdugo de terciopelo morado con corona de espinas y cíngulo amarillo al cuello y la cintura. Se completa con escapulario con la cruz trinitaria.